# بوهدان سامردک
بوهدان سامردک (اوکراینی: Богдан Миколайович Самардак؛ زادهٔ ۲۵ مارس ۱۹۶۳) بازیکن فوتبال اهل اوکراین است.
از باشگاه‌هایی که در آن بازی کرده‌است می‌توان به باشگاه فوتبال متالورگ زاپروژیا اشاره کرد.